# Комітет з питань соціальної думки
Комітет з питан соціальної думки імені Джона У. Нефа (англ. John U. Nef Committee on Social Thought) є одним із кількох комітетів з надання докторських дисертацій в Чиказькому університеті. Його започаткував у 1941 році історик економіки Джон Ульрік Неф разом з економістом Френком Найтом, антропологом Робертом Редфілдом та президентом університету Робертом Мейнардом Гатчінсом.

## Комітет
Комітет є міждисциплінарним і не зосереджується на жодній конкретній темі; скоріше, з моменту свого створення комітет об'єднує відомих науковців та письменників з метою «посилення усвідомлення постійних питань, що лежать в основі всіх наукових досліджень».
Голова
- Роберт Б. Піппін

## Відомі члени
Серед відомих колишніх членів та студентів комітету були:
- письменники Сол Беллоу, Дж. М. Кутзее, Т. С. Еліот та Адам Загаєвський
- політичні теоретики Ганна Арендт, Аллан Блум та Марк Лілла ,
- класицист Девід Грін
- історики Марк Фумаролі, Маршалл Г.С. Ходжсон, Девід Ніренберг та Пол Вітлі
- соціолог Едвард Шилс
- синолог Ентоні К. Ю
- антрополог Віктор Тернер
- поет і філолог А. К. Рамануджан
- поет Том Мандель
- філософи Вінсент Дескомб, Мірча Еліаде, Лєшек Колаковський, Жак Марітен, Ів Сімон, Поль Рікьор, Стівен Тулмен і Жан-Люк Маріон
- економісти Роберт Фогель та Фрідріх Гаєк.

Серед відомих колишніх членів та студентів комітету були Еліот, Беллоу, Коетзі, Гаєк та Фогель, які були удостоєні Нобелівської премії.

## Поточний викладацький склад
Нинішній викладацький склад включає релігієзнавця Венді Донігер, теолога Девіда Трейсі, соціолога Ганса Йоаса, літературознавця Томаса Павела, теоретика німецької літератури Девіда Велбері, класициста Джеймса М. Редфілда, філософа і психоаналітика Джонатана Ліра, філософа Роберта Б. Піппіна, класициста Лору М. Слаткін, історик науки Лоррейн Дастон, лікар і філософ Леон Касс (колишній голова Президентської ради з біоетики), політичний теоретик Натан Тарков, історик мистецтва Андрій Поп, поетка Розанна Уоррен, філософ Габріель Річардсон Лір, історик Джоел Айзек, історик Джонатан Леві, класицист Марк Пейн і політичний теоретик Дженніфер Піттс.

## Веб-сторінка
- Committee on Social Thought

## Зовнішні посилання
- Guide to the University of Chicago John U. Nef Committee on Social Thought Records 1940-1984 at the University of Chicago Special Collections Research Center

1. ↑  "About the Committee". The John U. Nef Committee on Social Thought. University of Chicago. Retrieved 2016-11-12.
2. ↑  Current Faculty. The John U. Nef Committee on Social Thought. Процитовано 14 грудня 2021.